# Никодије Луњевица
Никодије Луњевица (Горњи Милановац, 1881 — Београд, 29. мај/11. јун 1903) био је коњички поручник Војске Краљевине Србије и брат краљице Драге, супруге краља Александра Обреновића.

## Биографија
Рођен је у Горњем Милановцу, Кнежевина Србија, у породици седморо деце Панте Луњевице, начелника аранђеловачке области и његове супруге Анђелије, девојачко Кољевић. Имао је брата Николу и четири сестре, Драгу Машин, Христину, Ђину и Ану — Војку. Мајка му је боловала од дипсоманије, док је отац преминуо у менталној институцији. Његов деда је био Никола Луњевица, сарадник кнеза Милоша Обреновића и рођак књегиње Љубице Обреновић.
За разлику од свог брата Николе који је правио скандале у војсци, Никодије је као повучен био виђен од стране своје сестре краљице Драге за потенцијалног престоланследника. Пошто је један брат (Никола) био бахат а други виђен да наследи српски трон, војска се одучила да их ликвидира јер су понижавали њихове припаднике. Он је готово увек био у близини краљевског пара а краљ Александар је морао да трпи док су се Никодију појединци обраћали са Ваша висости.
Убијен је по наређењу његовог колеге са класе Воје Танкосића у Мајском преврату, заједно са сестром Драгом, братом Николом и краљем. Због претходних понижења и опхођења према војсци и народу, Танкосић је Луњевицу и његовог брата од тренутка хапшења до стрељања ословљавао са Ваше величанство.
Заједно са својом породицом сахрањен је у Манастиру Вујан.

## Занимљивости
У тв-серији Крај династије Обреновић, улогу Никодија Луњевице тумачио је Александар Срећковић.